# Лоицендорф
Лоицендорф (њем. Loitzendorf) општина је у њемачкој савезној држави Баварска. Једно је од 37 општинских средишта округа Штраубинг-Боген. Према процјени из 2010. у општини је живјело 621 становника. Посједује регионалну шифру (AGS) 9278147.

## Географски и демографски подаци
Лоицендорф се налази у савезној држави Баварска у округу Штраубинг-Боген. Општина се налази на надморској висини од 411 метара. Површина општине износи 12,0 km². У самом мјесту је, према процјени из 2010. године, живјело 621 становника. Просјечна густина становништва износи 52 становника/km².